# Tegnér (efternamn)
Tegnér är en svensk släkt, som frambringat flera betydelsefulla kulturpersoner, bland annat Esaias Tegnér d.ä. och Esaias Tegnér d.y. Alice Tegnér var ingift i släkten. Namnet kommer ursprungligen från Tegnaby socken i Småland.
Offentlig statistik tillgänglig i april 2018 uppger 565 personer med namnet Tegnér.